# Straszny film 2
Straszny film 2 (ang. Scary Movie 2) – film produkcji amerykańskiej, który swoją kinową premierę miał w 2001 roku. Sequel Strasznego filmu (2000), parodia amerykańskiego kina grozy, potęgująca współczesne schematy horrorów. Film wyśmiewa w sposób obsceniczny i wulgarny przede wszystkim metody wywoływaniu strachu u widza znane z horrorów końca XX i początku XXI wieku.

## Fabuła
Sequel Strasznego filmu rozpoczyna się sekwencją parodii Egzorcysty, w której nastoletnia Megan Voorhees (Natasha Lyonne) jest opętana przez demony, wypędzane z jej ciała przez dwóch księży-egzorcystów, Ojca McFeely’ego (James Woods) i Ojca Harrisa (Andy Richter). Egzorcyzmy nie przebiegają zgodnie z przyjętym planem. Gdy Megan obraża matkę Ojca McFeely’ego, stwierdzając, że „obciąga ona w piekle”, ten zabija opętaną.
Akcja przenosi się w rok później. Studenci, Cindy Campbell (Anna Faris), Brenda Meeks (Regina Hall), Ray Wilkins (Shawn Wayans) i Shorty Meeks (Marlon Wayans) – bohaterowie poprzedniej części filmu, po masakrze, w której brali udział, próbują rozpocząć nowe życia (pomimo iż wszyscy zginęli w poprzedniej części, w jednej ze scen usuniętych Brenda oświadcza, że jej śmierć była „prawie śmiertelnym doświadczeniem”; okazuje się też, że Cindy nigdy nie była oficjalnie martwa). Tymczasem uczelniany profesor, Oldman (Tim Curry), oraz jego poruszający się na wózku inwalidzkim asystent Dwight Hartman (David Cross) planują wypędzić z Piekielnego Domu – rezydencji położonej na odludziu, w której zginęła Megan Voorhees – odwiecznie uwięzione w nim duchy, a naiwni studenci, skuszeni łatwym sposobem na zdobycie maksymalnych ocen, mają im posłużyć jako swoiste króliki doświadczalne. Cindy, Rayowi, Brendzie i Shorty’emu ma towarzyszyć trójka innych uczniów: Alex Monday (Tori Spelling), Theo (Kathleen Robertson) i Buddy (Christopher Masterson).
Gdy Cindy przybywa do Piekielnego Domu, poznaje gadającą i wulgarną papugę-amazonkę oraz niechlujnego kamerdynera Hansona (Chris Elliott), który ma genetycznie zdeformowaną dłoń. Po kilku dziwacznych wydarzeniach, które miały miejsce w nocy (Cindy została pobita przez kota za wypróżnienie się w jego kuwecie, w Brendę wstąpiły nadludzkie siły, Ray w samoobronie zgwałcił demonicznego lalkowego klauna, gdy ten starał się go zaatakować, Alex odbyła stosunek seksualny z duchem, a Shorty został zaatakowany przez roślinę i przerobiony na jointa), studenci dowiadują się o planach profesora i usiłują uciec z rezydencji.
Profesor Oldman zostaje zabity przez ducha, który pod postacią kobiety zwodzi go do piwnicy. Duch pana domu, Hugh Kane’a (Richard Moll), więzi bohaterów w rezydencji i zmaga się z fatalnie zakochaną Alex, która za wszelką cenę chce go usidlić. Hanson zostaje opętany i okalecza Shorty’ego. W akcie zemsty Cindy, Brenda i Theo, w parodii Aniołków Charliego, decydują się go dopaść, lecz w ostatecznej konfrontacji same zostają pokonane. Pod koniec walki Cindy udaje się unicestwić nawiedzonego kamerdynera. Cindy zostaje jednak użyta również jako przynęta na Kane’a i umieszczona na specjalistycznym podeście, który ma zniszczyć ducha. Plan ostatecznie wypala, Kane zostaje zniszczony, a ocaleni bohaterowie – Cindy, Buddy, Brenda, Ray, Theo, Dwight i Shorty – opuszczają Piekielny Dom.
Dwa miesiące później Cindy nadal jest zadowoloną z życia studentką, opiekuje się gadającą papugą z Piekielnego Domu oraz spotyka się z Buddym. Para wybiera się na spacer po kampusie uniwersyteckim. Przy stanowisku z hot-dogami w sprzedawcy Cindy rozpoznaje domniemanie zmarłego Hansona. Buddy ucieka, pozostawiając dziewczynę na pastwę ex-kamerdynera. Nieoczekiwanie jednak ten zostaje potrącony przez samochód, który prowadzi Shorty, odbywając seks oralny z jednym z damskich duchów Piekielnego Domu.

## Obsada
- Anna Faris – Cindy
- Christopher Masterson – Buddy
- Regina Hall – Brenda
- Shawn Wayans – Ray
- Marlon Wayans – Shorty
- Kathleen Robertson – Theo
- Tori Spelling – Alex
- David Cross – Dwight
- Chris Elliott – Hanson
- Tim Curry – Profesor
- James Woods – Ojciec McFeely
- Andy Richter – Ojciec Harris
- Natasha Lyonne – Megan Voorhees
- Veronica Cartwright – Pani Voorhees
- Richard Moll – Duch Piekielnego Domu
- Matt Friedman – Papuga (głos)
- Suli McCullough – Klaun (głos)

## Parodie
- Dom na przeklętym wzgórzu – bohaterowie musieli spędzić określony czas w nawiedzonym budynku, aby otrzymać nagrodę
- Noc Demonów II – Zemsta Angeli – scena w której to Profesor Oldman zmierza w głąb katakumb napotykając demona Angeli z powyższego horroru. Ponadto dom z filmu nosi nazwę Hell House (Piekielny Dom). Dodatkowo scena uprawiania seksu przez Shorty'ego z Duchem Angeli
- Egzorcysta – sekwencja otwierająca film. Opętana dziewczyna nosi imię Megan, podczas gdy bohaterka Egzorcysty nazywała się Regan.
- Nawiedzony – sytuacja, w której grupa nieznajomych zostaje zaproszona do nawiedzonego domostwa, by wziąć udział w szemranym eksperymencie naukowym. Także postać Theo oraz ducha Hugh Kane’a (w Nawiedzonym pojawił się duch imieniem Hugh Crane).
- Clue - wątek zaproszenia grupy osób do tajemniczego/opuszczonego domu, gdzie dzieją się dziwne rzeczy i późniejsze rozdzielenie się gości w celu znalezienia mordercy. Rolę kamerdynera (w "Clue") grał Tim Curry.
- Duch – klaun spod łóżka Raya, wizyta ducha w sypialni Alex i jej koszulka z napisem „69” oraz atak marihuany na Shorty’ego.
- Hannibal – kiedy Shorty siedzi odurzony narkotykami przy kuchennym stole, z otworzoną czaszką.
- Brudny Harry – cytat „Do you feel lucky punk?”.
- Mission: Impossible II – pościg Dwighta i ducha Hugh Kane’a.
- Koszmar z ulicy Wiązów – scena, w której Alex uprawia seks z duchem Hugh Kane’a i jest włóczona po ścianach i suficie przypomina scenę morderstwa Tiny Gray.
- Koszmar z ulicy Wiązów III: Wojownicy snów – scena, w której szkielet wydobywa się z gruzów, a następnie goni Cindy.
- Aniołki Charliego – scena, w której Cindy, Brenda i Theo walczą z Hansonem. Także postać Alex Monday nawiązuje otwarcie do bohaterki Alex Munday, kreowanej w Aniołkach Charliego przez Lucy Liu.
- Co kryje prawda – czerwona sukienka, którą Cindy ma na sobie w jednej ze scen. Istnieje także usunięta scena, w której Cindy niemalże tonie w wannie, ponieważ nie może się poruszyć.
- Przyczajony tygrys, ukryty smok – sekwencja prezentowania stylów walki przez Cindy, podczas pojedynku z Hansonem.
- Titanic oraz Człowiek widmo – scena, w której Cindy i Buddy zostają uwięzieni przez Hugh Kane’a w chłodni.
- MacGyver – gdy Cindy, nadal zamknięta z Buddym w chłodni, z kilku przedmiotów zbudowała spychacz.
- Stary, gdzie moja bryka? – scena, w której Ray i Tommy odkrywają, że są wzajemnie wytatuowani.
- Piątek 13. – postać Megan Voorhees nawiązuje do postaci Jasona i Pameli Voorheesów.
- Smętarz dla zwierzaków – atak kota oraz powolny motyw muzyczny użyty w momencie jego pojawienia się.
- Twister – tornado pojawiające się w scenie walki Cindy, Brendy i Theo z Hansonem.
- Amityville – scena, w której Ojciec Harris udaje się do toalety.
- Ulice strachu – fatalny śpiew Cindy w samochodzie jest parodią do pierwszego morderstwa w filmie Ulice strachu.
- Wściekły Byk – walka Cindy z kotem.
- The Rocky Horror Picture Show – w roli profesora występuje Tim Curry, odtwórca głównej roli w filmie The Rocky Horror Picture Show, Hanson przypomina postać Riff Raffa, natomiast Dwight porusza się na wózku inwalidzkim tak jak dr. Scott.
- Cast Away: Poza światem – w jednej z usuniętych scen Shorty posiada piłkę do siatkówki z narysowaną na niej twarzą.
- Paulie – gadający ptak – postać gadającej papugi.
- Najsłabsze ogniwo – kwestia „Jesteś najsłabszym ogniwem, wypadasz z gry”.
- Harry Potter – książka Cindy pt. Harry Pojjeb.
- W rytmie hip-hopu – kiedy Shorty pokazuje Cindy 'luzackie' ruchy
- Upadek – napis na autobusie na początku filmu
- Hello, Dolly! – piosenka śpiewana przy fortepianie w pierwszej scenie filmu

## Box office
|  | US$ 141,220,678 |